# ビビる大木
ビビる大木（ビビるおおき、1974年〈昭和49年〉9月29日 - ）は、日本のお笑いタレント。ワタナベエンターテインメント所属。かすかべ親善大使。埼玉応援団（愛称:コバトン倶楽部）。ジョン万次郎資料館名誉館長。萩ふるさと大使。高知県観光特使。本名・旧芸名は大木 淳（おおき じゅん）。妻は歌手のAKINA。

## プロフィール
埼玉県春日部市出身。春日部市立谷原中学校、西武台千葉高等学校、専門学校東京アナウンス学院芸能バラエティ科卒業。1995年、大内登とともにお笑いコンビ「ビビる」を結成。担当は大木がボケ、大内がツッコミ。デビュー当時はジャージを着用して活動。その後、「はじめまして、こんばんみ!!」「わっしょい!」のギャグがブレイクするなどし、バラエティ番組やコントなどに活動の場を広げていった。
2002年4月、ラジオ番組『ビビるの@llnightnippon.com』（ニッポン放送）にて、大内が芸能界の表舞台からの引退を表明。大木はかつてのコンビ名「ビビる」の名残りを残して現在の芸名に改名し、ピン芸人となる。「ビビる」を芸名に冠したのは、大木曰く「ビビる」というユニットから1人が抜けただけ、とのことである。大内引退後はコンビ時代以上の活躍を見せ、多数のバラエティ番組に出演。ピン芸人になってもしばらくはバーター芸人と呼ばれることが多く、大木自身も所属事務所の先輩である「中山秀征のバーターです」とネタにしていた。NHK総合テレビにレギュラー番組を持っているためか、お笑い芸人の中でもNHKの番組にゲスト出演する機会が極めて多い。
2010年10月 かすかべ親善大使（初代）：埼玉県春日部市の「合併5周年記念式典」でプロボクサーの内山高志、漆芸家の増村紀一郎、脳科学者の茂木健一郎とともに委嘱。
2011年、テレビ放送の調査・測定を行うニホンモニターが発表した『2011タレント番組出演本数ランキング』で、大木は496本で2位となった。
2013年4月1日、ジョン万次郎資料館の名誉館長に就任。雑司ヶ谷霊園の墓地に就任の報告をしている。
2013年5月14日、かねてから交際していたAKINAと同年4月30日に結婚したことが報じられた。
2015年4月5日、妻のAKINAが第1子を妊娠中であることを明らかにした（妊娠5か月）。8月27日に第1子の女児が誕生。2024年11月10日、第2子となる女児が誕生。

## 人物
- 歴史好きであり、特に幕末時代の史実に詳しく、坂本龍馬・吉田松陰・高杉晋作らを崇拝している。
- プロ野球・読売ジャイアンツの大ファンであり、本人曰く「巨人ファンというより“巨人軍（の一員）”」という。事務所の後輩で同じく巨人ファンで俳優の中村昌也とも、東京ドームに一緒に観戦に行ったことがある。
- プロレス好きで、特に全日本プロレスのジャンボ鶴田のファンで鶴田の右手を突き上げて「オー!」と叫んでアピールするものまねが得意。
- フォーク・ソングやヘヴィメタルを好んでいる音楽好きでもあり、若手時代にイングヴェイ・マルムスティーンに憧れてギターを購入するも3日で挫折している[16]。
- はっぱ隊メンバーで最年少だった。
- 草彅剛とは幼稚園から中学校まで一緒で、親交があった。
- 同じ年で芸歴がほぼ近い有吉弘行[6]と仲が良く、Twitter上でもよくやり取りをしている。大木は有吉を「アリ」と呼び、有吉は大木を「じゅん」と呼んでいる[5]。劇団ひとりとは、ひとりが本名（川島省吾）名義の時から仕事が一緒になることが多かったため、大木はひとりを「省吾」と呼び、ひとりは大木を「大木」と呼んでいる。
- 自身の一番好きな女性アナウンサーとして、久保田智子の名前を挙げている。
- 元テレビ朝日アナウンサーの大木優紀とは、父親同士が従兄弟の再従妹にあたる[17]。

## 芸風
若手時代からアドリブやフリートークが上手く、土田晃之は大木を有力な雛壇芸人の一人として評価している。
『CHIMPAN NEWS CHANNEL』（フジテレビ）ではチンパンジーの何をするかわからない動きに対しての的確なアドリブに高評価を得ている。これをきっかけにナレーションなど声を使った仕事が増えている。
『ビビる大木のギャグ一覧』
- はじめまして、こんばんみ!![18]
- わっしょい!
- キビしーっす!

## 出演

### テレビ番組

#### 現在のレギュラー番組
- 家、ついて行ってイイですか?（2014年1月6日 - 28日、8月15日、9月29日、12月7日、2015年1月5日、2月16日、6月19日、7月3日、10月3日 - 、テレビ東京）
- 埼玉の逆襲 THE RETURN OF SAITAMA（2020年10月23日 - 、J:COMチャンネル） - MC
- ラヴィット!（2021年3月30日 - 、TBSテレビ） - 火曜レギュラー
- こうちeye（2021年 - 、高知放送）第3・4木曜日 ビビッとビビる!! 〜土佐遺産でエイガヤナイガ!!〜 コーナー担当

不定期出演
- 日立 世界・ふしぎ発見!（TBSテレビ）
- 有吉くんの正直さんぽ（フジテレビ）
- ネプリーグ（2004年11月3日 - 2018年1月15日、フジテレビ）
- LIFE IS MONEY〜世の中お金で見てみよう〜（2024年 - ） - ゲスト

#### 過去のレギュラー番組
- 進め!電波少年・電波少年的刑事（でか）（日本テレビ系 1997年 - 1998年）
- 100人目のバカ（フジテレビ）
- ジャムパラ（日本テレビ）
- A女E女（フジテレビほか）
- 笑う犬の冒険（フジテレビ系）
- リチャードホール（フジテレビ系）
- 芸能プロフィール刑事（フジテレビ系）
- 所さん&おすぎの偉大なるトホホ人物伝（テレビ東京系）
- 土曜スタジオパーク（NHK総合、2003年 - 2017年4月1日） - 2003年度はリポーター、2004年4月より司会に昇格
- 中山道（テレビ東京系）
- トリビアの泉 〜素晴らしきムダ知識〜（フジテレビ系）
- リンカーン（TBSテレビ系） - 準レギュラー出演
- 銭形金太郎（テレビ朝日系）
- ザ・NIPPON検定（フジテレビ系）
- モバポスGREAT（日本テレビ系 2008年3月終了）
- BSふれあいステージ爆笑最前線（NHK BS2/BShi 2008年3月終了）
- BS熱中夜話（2008年4月 - 2010年3月19日、NHK BS2） - MC
- 明石家さんちゃんねる（TBSテレビ）
- モバタレGREAT（2008年4月 - 9月、日本テレビ） - MC
- ラジかるッ（2006年4月4日 - 2009年3月24日、日本テレビ） - 火曜日コメンテーターとしてレギュラー出演。
- 日本史サスペンス劇場（2008年4月 - 2009年3月、日本テレビ系） - MC
- WOWOW TENNIS Walk on!（WOWOW） - MC 月1回レギュラー
- 美しき青木・ド・ナウ（テレビ朝日ほか）
- チャンピオンズ〜達人のワザが世界を救う〜（テレビ東京）
- クメピポ! 絶対あいたい1001人（TBSテレビ） - ナレーション
- お悩み告白TV（2009年9月30日、NHK総合）- 進行
- おもいッきりDON!（2009年3月31日 - 9月29日、日本テレビ系） - 火曜日コメンテーターとしてレギュラー出演。
- アジアンスマイル（NHK総合 2010年1月31日）- ナレーション
- おもいッきりDON!第1部 おもいッきりPON!（2009年10月5日 - 2010年3月26日、日本テレビ系）月曜 - 水曜MC。
- PON!（2010年3月29日 - 2018年9月27日、日本テレビほか）月曜・火曜・木曜MC
- 田原総一朗 どうなるニッポン!?日本を元気にする方法SP（2010年9月29日、テレビ東京） - 進行
- スタイルプラス（東海テレビ、不定期出演） - ゲスト ※『ウチくる!?』と同一時間帯に放送されているが生放送であり、『ウチくる!?』は録画放送で東海地方で放送されていないためブッキングしない。
- スター☆ドラフト会議（2011年4月12日 - 2013年3月5日、日本テレビ） - 準レギュラー
- きらきらアフロ（テレビ大阪 2011年10月） - ホワイトアフロ
- 1年1組 平成教育学院（フジテレビ系） - 準レギュラー
- 爆笑 大日本アカン警察（フジテレビ系）
- 劇団ひとり&ビビる大木の『どこイク!?』（2012年4月 - 2013年11月CS・フジテレビ、OneTwoNext）
- もてもてナインティナイン（2011年11月 - 2014年3月、TBSテレビ）
- 「それってどんなヒト?」捜査バラエティ Gメン99（TBSテレビ）
- 有吉でら実験（CBCテレビ）
- 〜あらゆる世界を見学せよ〜潜入!リアルスコープ（フジテレビ）
- 世界行ってみたらホントはこんなトコだった!?（フジテレビ）
- カメラ置いとくんで、一言どうぞ 〜街中に、カメラ放置してみました〜（2015年7月6日 -  27日、テレビ東京）[19]
- 相葉マナブ（2013年4月21日 - 2015年12月6日　テレビ朝日系） - サポートメンバーとして不定期出演。
- 前略、大とくさん（2013年11月3日 - 2024年9月29日、中京テレビ） - MC
- 所さんのニッポンの出番!（2014年10月21日 - 2016年9月13日、TBSテレビ）
- 趣味どきっ!「開け!世界遺産」（2015年12月（シリーズ前半、第1回 - 第4回）、NHK Eテレ）
- HAPPY MONDAY BASEBALL 今週のプロ野球とことん予想（2016年3月 - 10月、BSスカパー）
- 追跡LIVE! Sports ウォッチャー（2017年4月8日 - 2022年4月3日、テレビ東京）
- ズームイン!!サタデー（2019年1月26日 - 12月、日本テレビ）「日本全国ビューティー城」月1レギュラー
- アオハルTV（2019年1月27日 - 8月18日、フジテレビ）
- シミュGOLF!（2021年10月7日 – 2022年3月24日、BS-TBS）毎週木曜日 23:00-23:30[20]
- タモリ倶楽部（テレビ朝日、2023年3月終了） - 不定期出演、主に進行役
- ビビるとさくらとトモに深掘り! 知るトビラ（2022年4月8日 - 9月30日、BS朝日/2022年10月7日 - 2023年3月、BSテレビ東京[21]）※政府広報
- アップ!（2023年4月7日 - 9月22日、メ〜テレ） - 金曜（隔週）コメンテーター
- ドデスカ!+（2023年10月6日 - 2024年3月15日、メ〜テレ） - 金曜コメンテーター

特別番組
- サタデーバリューフィーバー 惑星ジャパ〜ン!（2007年3月24日、日本テレビ） - MC
- 仰天パニックシアター（2009年6月23日 - 2019年3月22日、テレビ東京系）- MC
- 働く人はカッコいい!（2013年12月30日、フジテレビ） - MC
- FNSソフト工場 オトナアソビ（2014年8月8日、テレビ新広島） - 司会
- あなたに贈る クリスマスソング・セレクション（2015年12月24日、NHK BSプレミアム） - 司会
  - あなたに贈る!名曲セレクション〜“春ソング”スペシャル（2016年4月7日、NHK BSプレミアム） - 司会
- 俺の持論「何者」という生き方幸福論（2018年2月4日、テレビ朝日）- 論者

### テレビドラマ
- 大河ドラマ（NHK）
  - 新選組! 第47回（2004年11月28日）- 菜葉隊隊士・小松 役
  - 龍馬伝 最終回（2010年11月28日）- 見物人 役
  - 花燃ゆ 第8回 - 第25回（2015年2月22日 - 6月21日）- 宮部鼎蔵 役
- 金曜プレステージ（フジテレビ）
  - 新宿の母物語（2006年12月22日） - 初の本格的なドラマ出演
  - 私立探偵・下澤唯（2011年7月22日）- 渡辺恭介 役
- 家売るオンナ 第2話（2016年7月20日、日本テレビ） - 城ヶ崎良樹 役
- ドラマ「家、ついて行ってイイですか?」 第7話（2021年9月25日、テレビ東京） - ビビる大木（本人） 役
- 「離婚弁護士 スパイダー」〜慰謝料争奪編〜 第1話（2024年10月5日、日本テレビ） - 園田弁護士 役[22]

### テレビアニメ
- テレビ野郎 ナナーナ（2018年、テレビ東京） - 主演・七岡 役[23]
  - テレビ野郎 ナナーナ わくわく洞窟ランド（2019年、テレビ東京） - 主演・七岡 役[24]
  - テレビ野郎 ナナーナ 怪物クラーケンを追え！（2020年、テレビ東京） - 主演・七岡 役[25]

### 劇場アニメ
- リトルプリンス 星の王子さまと私（2015年11月25日） - うぬぼれ男 役（日本語版）

### ラジオ番組
- 『ビビるのallnightnippon-r』（ニッポン放送ほか）
- 『ビビるの@llnightnippon.com』→『大木淳の@llnightnippon.com』（ニッポン放送ほか）
- 『堀内健とビビる大木のallnightnippon SUPER FRIDAY!』（ニッポン放送ほか）
- 『堀内健とビビる大木のオールナイトニッポン』（ニッポン放送ほか）
- 『ビビる大木のオールナイトニッポン』（ニッポン放送ほか）
- 『ビビる大木のSPORTS☆STAR!!』（TBSラジオ）
- 『時代マップミーティング』（α-STATION、Radio-i）
- 『小島慶子 キラ☆キラ』（TBSラジオ）- 月曜レギュラー
- 『Wanted!!』（TBSラジオ）- 火曜レギュラー
- 『赤江珠緒 たまむすび』（TBSラジオ）- 月曜パートナー 2013年3月まで
- 『ビビる25』（TOKYO FM、2013年4月7日 - 2013年9月30日）[26]
- 『ビビる大木のBrat!Brat!』（2015年10月3日 - 2016年3月26日・文化放送）
- オープンハウス presents ググッと！GOODTOWN（TOKYO FM、2020年10月3日 - ） - パーソナリティ
- 『アッパレやってまーす!木曜日』（MBSラジオ、2023年11月30日 - ） - レギュラーパーソナリティ

### CM
- メットライフ生命保険
- 資生堂「uno」
- アサヒフードアンドヘルスケア 『ミンティア』（青木さやかと共演）
- 明治 アミノコラーゲンヨーグルト

### PV
- 『壊れかけのRadio（2011年版）』徳永英明
- 『My Heart〜キミに届けたい〜』Sweet Licious - 喫茶店のマスター 役

### インターネットテレビ
- お願い! 宇宙人（2012年10月20日 ‐ 12月28日、BeeTV）[27]
- SMASH HIT（2017年10月9日、AbemaTV SPECIAL 2） - MC[28]